# Wouter III van Edingen
Wouter III van Edingen (5 juni 1302 - 16 oktober 1345) was een Brabantse ridder en van 1309 tot aan zijn dood heer van Edingen. Hij behoorde tot het huis Edingen.

## Levensloop
Wouter III was de derde, maar oudst overlevende zoon van heer Wouter II van Edingen uit diens huwelijk met Yolande van Vlaanderen, dochter van Robrecht van Béthune, graaf van Vlaanderen. In 1309 volgde hij zijn vader op als heer van Edingen.
In januari 1321 huwde hij met Isabella van Brienne (1306-1360), vrouwe van Ramerupt. Na de dood van haar broer Wouter VI in 1356 werd ze gravin van Brienne.
Wouter was een bondgenoot van koning Eduard III van Engeland en graaf Willem III van Holland. Hij stierf in oktober 1345 op 43-jarige leeftijd.

## Nakomelingen
Wouter III en Isabella kregen dertien kinderen:
- Wouter, stierf rond zijn 18de
- Isabella, abdis van de Abdij van Flines
- Zeger II (1345-1364), heer van Edingen en graaf van Brienne
- Jan (overleden in 1380), titulair hertog van Athene; diens dochter Maria werd koningin-gemalin van Napels
- Margaretha, huwde met Pierre Préaux
- Lodewijk (overleden in 1394), heer van Edingen en graaf van Brienne
- Gwijde, heer van Argos
- Jacob, kanunnik in Luik
- Engelbert, heer van Ramerupt
- Françoise, huwde met graaf Peter van Montebello
- een dochter, huwde met heer Eustache van Le Rœulx
- Johanna, zuster in de Abdij van Flines
- een dochter, zuster in de Abdij van Noncel